# Eccellenza Basilicata 1995-1996
Il campionato italiano di calcio di Eccellenza regionale 1995-1996 è stato il quinto organizzato in Italia. Rappresenta il sesto livello del calcio italiano. Questo è il campionato regionale della regione Basilicata.

## Stagione

### Novità
Dal campionato di Eccellenza Basilicata 1994-1995 era stato promosso nel Campionato Nazionale Dilettanti il Melfi, mentre l'Angelo Cristofaro e il Tricarico erano stati retrocessi nel campionato di Promozione Basilicata e il Marconia escluso dal campionato. Dal campionato di Promozione Basilicata 1994-1995 erano stati promossi in Eccellenza il Lagopesole, la Bellese e il Francavilla, classificatisi nelle prime tre posizioni. Dal Campionato Nazionale Dilettanti 1994-1995 nessuna squadra lucana era stata retrocessa. L'A.S. Armento non si è iscritto al campionato di Eccellenza. Il numero di squadre partecipanti è stato ridotto da 18 a 16.

### Formula
Le 16 squadre partecipanti disputano un girone all'italiana con partite di andata e ritorno per un totale di 30 giornate. La prima classificata viene promossa nel Campionato Nazionale Dilettanti. La squadra seconda classificata viene ammessa agli spareggi nazionali per la promozione nel Campionato Nazionale Dilettanti. Le ultime tre classificate vengono retrocesse direttamente nel campionato di Promozione.

## Squadre partecipanti
| Squadra               | Città (provincia)           | Stagione 1994-1995           |
| --------------------- | --------------------------- | ---------------------------- |
| N.U.S. Avigliano      | Avigliano (PZ)              | 3º in Eccellenza Basilicata  |
| U.S. Bellese          | Bella (PZ)                  | 2º in Promozione Basilicata  |
| U.S. Castelluccio     | Castelluccio Inferiore (PZ) | 6º in Eccellenza Basilicata  |
| Ferrandina Calcio     | Ferrandina (MT)             | 4º in Eccellenza Basilicata  |
| F.C. Francavilla      | Francavilla in Sinni (PZ)   | 3º in Promozione Basilicata  |
| S.C. Horatiana Venosa | Venosa (PZ)                 | 11º in Eccellenza Basilicata |
| A.C. Lagonegro        | Lagonegro (PZ)              | 8º in Eccellenza Basilicata  |
| A.C. Lagopesole       | Castel Lagopesole (PZ)      | 1º in Promozione Basilicata  |
| A.C. Lauria           | Lauria (PZ)                 | 14º in Eccellenza Basilicata |
| F.C. Maratea          | Maratea (PZ)                | 15º in Eccellenza Basilicata |
| Pol. Moliterno        | Moliterno (PZ)              | 12º in Eccellenza Basilicata |
| A.S. Murese           | Muro Lucano (PZ)            | 13º in Eccellenza Basilicata |
| U.S. Pescopagano      | Pescopagano (PZ)            | 5º in Eccellenza Basilicata  |
| Sporting Villa d'Agri | Marsicovetere (PZ)          | 2º in Eccellenza Basilicata  |
| A.S. Tolve            | Tolve (PZ)                  | 9º in Eccellenza Basilicata  |
| C.S. Vultur           | Rionero in Vulture (PZ)     | 7º in Eccellenza Basilicata  |

## Classifica finale
|  | Pos. | Squadra               | Pt | G  | V  | N  | P  | GF | GS | DR  |
|  | ---- | --------------------- | -- | -- | -- | -- | -- | -- | -- | --- |
|  | 1.   | Sporting Villa d'Agri | 69 | 30 | 20 | 9  | 1  | 74 | 16 | +58 |
|  | 2.   | Ferrandina            | 67 | 30 | 20 | 7  | 3  | 66 | 10 | +56 |
|  | 3.   | Vultur Rionero        | 54 | 30 | 15 | 9  | 6  | 35 | 18 | +17 |
|  | 4.   | Pescopagano           | 52 | 30 | 15 | 7  | 8  | 45 | 26 | +19 |
|  | 5.   | N.U.S. Avigliano      | 41 | 30 | 11 | 8  | 11 | 30 | 30 | 0   |
|  | 6.   | Maratea               | 41 | 30 | 11 | 8  | 11 | 36 | 39 | -3  |
|  | 7.   | FC Francavilla        | 40 | 30 | 9  | 13 | 8  | 28 | 29 | -1  |
|  | 8.   | Horatiana Venosa      | 38 | 30 | 8  | 14 | 8  | 28 | 31 | -3  |
|  | 9.   | Lagonegro             | 35 | 30 | 9  | 8  | 13 | 29 | 41 | -12 |
|  | 10.  | Castelluccio (-1)     | 34 | 30 | 8  | 11 | 11 | 26 | 33 | -7  |
|  | 11.  | Tolve                 | 34 | 30 | 9  | 7  | 14 | 33 | 46 | -13 |
|  | 12.  | Murese                | 34 | 30 | 10 | 4  | 16 | 25 | 38 | -13 |
|  | 13.  | Lauria                | 33 | 30 | 8  | 9  | 13 | 29 | 47 | -18 |
|  | 14.  | Bellese               | 33 | 30 | 9  | 6  | 15 | 33 | 49 | -16 |
|  | 15.  | Moliterno             | 31 | 30 | 10 | 1  | 19 | 37 | 57 | -20 |
|  | 16.  | Lagopesole            | 19 | 30 | 4  | 7  | 19 | 21 | 65 | -44 |

Legenda:
      Promossa nel Campionato Nazionale Dilettanti 1996-1997
      Ammessa ai play-off nazionali
      Retrocessa in Promozione 1996-1997
Note:
Tre punti a vittoria, uno a pareggio, zero a sconfitta.
Il Castelluccio ha scontato 1 punto di penalizzazione.

## Spareggio salvezza
Allo spareggio salvezza sono stati ammessi Lauria e Bellese, avendo concluso a pari punti al tredicesimo posto.
|        | Risultati |         | Luogo e data |
| ------ | --------- | ------- | ------------ |
| Lauria | 2 - 1     | Bellese | ?, ?         |
|        |           |         |              |